# CD Lota Schwager
Lota Schwager is een Chileense voetbalclub uit Coronel.

## Geschiedenis
De club werd opgericht op 10 mei 1966 na een fusie tussen Minas Lota en Federico Schwager. In 1969 werd de club kampioen in de tweede klasse en promoveerde zo naar de hoogste klasse. Lota vestigde zich in de middenmoot en had ook geregeld en goede notering zoals een zesde plaats in 1977. In 1980 degradeerde de club voor het eerst uit de hoogste klasse.
De terugkeer liet tot 1987 op zich wachten. De club eindigde op een gedeelde twaalfde plaats op zestien clubs samen met Unión Española en Deportes Concepción, maar kreeg ondanks meer gewonnen wedstrijden de veertiende plaats toebedeeld omdat het doelsaldo slechter was. Deze plaats was een degradatieplaats en de club verdween zodoende weer naar de tweede klasse.
In 1994 werd de club opgeheven na een crisis. Zeven jaar later richtte Bernardo Ulloa de club opnieuw op en Lota Schwager begon als amateurclub in de derde klasse. Daar werd de club meteen kampioen en promoveerde naar de tweede klasse.
In 2006 nam de club deel aan de eindronde om te promoveren en speelde tegen Rangers de Talca. Na een 2-1 nederlaag kon de club thuis met 2-1 winnen zodat penalty's over het lot van beide clubs moesten beslissen. Lota won met 4-3 en promoveerde opnieuw naar de hoogste klasse.